# Munizip Bengasi
Bengasi, andere Schreibweise Benghazi, arabisch بنغازي, DMG Banġāzī, ist ein Munizip der Libysch-Arabischen Republik und liegt in der Cyrenaika, einer Region im Nordosten des Landes, an der Mittelmeerküste. Die Hauptstadt des Munizips ist die gleichnamige Stadt Bengasi.

## Untergliederung: 32 „Volkskongresse“
| 1. Al-Magroon arabisch المقرون arabisch 2. Al-Saahil al-Gharbi (arabisch الساحل الغربي as-Sāhil al-Gharbī) 3. Karkoora (arabisch كركورة Karkūra) 4. Gimeenis (arabisch قمينس Qamīnis) 5. Suluq (arabisch سلوق Sulūq) 6. Al-Khadhraa (arabisch الخضراء al-Chadrāʾ) 7. Al-Nawagiya (arabisch النواقية an-Nawāqīya) 8. Al-Magziha (arabisch المقزحة al-Maqziḥa) 9. Al-Keesh (arabisch الكيش al-Kaisch) 10. Garyounis (arabisch قاريونس Qaryūnis) 11. Al-Fuwayhat (arabisch الفويهات al-Fuwaihāt) 12. Al-Berka (arabisch البركة al-Baraka) 13. Bu-Fakhra (arabisch بوفاخرة Būfāchira) 14. Jarrutha (arabisch جروثة Dscharūtha) 15. Al-Quwarsha (arabisch القوارشة al-Quwārischa) 16. Bu Atni (arabisch بوعطني Būʿatnī) 17. Benina (arabisch بنينا Banīnā) 18. Al-Kwayfiya (arabisch الكويفية al-Kuwaifīya) 19. Sidi Khalifa (arabisch سيدي خليفة Sīdī Chalīfa) 20. Al-Hawari (arabisch الهواري al-Hawārī) 21. Al-Thawra al-Shabiyah (arabisch الثورة الشعبية ath-Thaura asch-Schaʿbīya) 22. Shuhadaa al-Salawi (arabisch شهداء السلاولي Schuhadāʾ as-Salāwī) 23. Madinat Benghazi (arabisch مدينة بنغازي Madīnat Binghāzī) 24. Sidi Hsayn (arabisch سيدي حسين Sīdī Husain) 25. Al-Sabri (arabisch الصابري as-Sābirī) 26. Sidi Abayd ((arabisch سيدي عبيد Sīdī ʿUbaid) 27. Al-Salmani (arabisch السلماني as-Salmānī) 28. Raas Abayda (arabisch رأس عبيدة Raʾs ʿUbaida) 29. Benghazi al-Jadida (arabisch بنغازي الجديدة Binghāzī al-Dschadīda) 30. Al-Uruba (arabisch العروبة al-ʿUrūba) 31. Hay al-Mukhtar arabisch حي المختار Hayy al-Muchtār) 32. Al-Hadaa'iq (arabisch الحدائق al-Hadāʾiq) |

## Geographie
An der Mittelmeerküste (Libysches Meer) bzw. an der Großen Syrte gelegen, grenzt das Munizip im Hinterland an:
- Munizip al-Wahat im Süden
- Munizip al-Mardsch im Osten

## Verwaltungsgeschichte

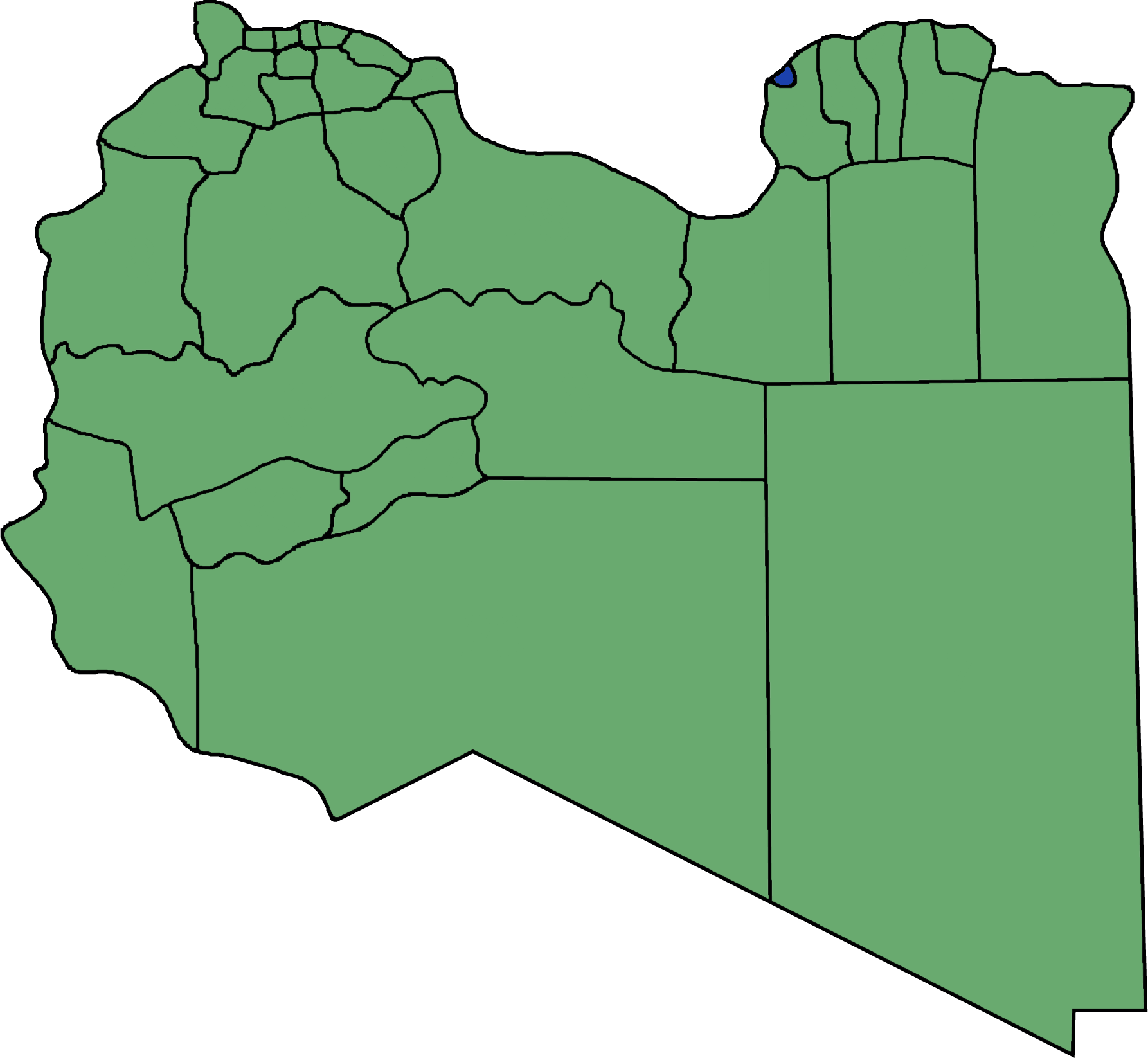
Munizipalterritorium 2000–2007

Im gesamten Gebiet von Bengasi lebten 2003 636.992 Menschen. Das Munizip umfasste damals nur eine Fläche von 800 km², entsprach damit im Wesentlichen der Stadt Bengasi, und grenzte außer ans Mittelmeer nur an das Munizip al-Hizam al-Achdar. Bei der Verwaltungsreform 2007 wurde das kleine Munizip Bengasi mit dem vorgenannten vereinigt.